# Елизаветинский институт (Москва)
Елизаветинский институт — закрытое учебное заведение в Москве для дочерей дворян, военных, купцов и духовенства. Заведение никогда не относилось к категории институтов благородных девиц и было сориентировано на более низкую прослойку. 

## Основание
Первоначально это был «Московский Дом Трудолюбия»; основан в 1825 году женой губернатора, княгиней Т. В. Голицыной. Дом существовал на благотворительные взносы и средства: Александр I назначил ежегодную сумму в 13 тысяч рублей; купец Губин пожертвовал 150 тысяч рублей; ежегодные суммы выделялись Московским городским обществом.

## История
Учебное заведение было основано для воспитания бедных девушек, преимущественно сирот. Первыми воспитанницами стали 24 девушки от 7 до 11 лет, которые должны были воспитываться здесь до двадцатилетнего возраста. Позже стали принимать не только сирот, но и девушек из хороших семей, которые вносили плату за обучение. Девушкам давали элементарное образование, а за дополнительную плату обучали музыке и танцам. В 1833 году количество учениц разрешили увеличить. В 1847 году Московский Дом Трудолюбия был переименован в Елизаветинское училище в память об императрице Елизавете Алексеевне.
В училище было 6 научных классов, в которых проходили закон Божий, языки русский, французский, немецкий, математику, историю, географию, музыку, пение и танцы. В Елизаветинском Институте обучались дети офицеров и военных, из небогатых семей, поэтому выпускницы становились педагогами, гувернантками.
В институте некоторое время фортепианные классы  возглавлял С. В. Рахманинов; преподавали М. Левин, Э. Метнер, А. Гедике, А. В. Никольский. Рисунок в 1891—1893 годах преподавал С. В. Малютин.
После 1917 года Елизаветинский институт перешёл в ведомство народного комиссариата просвещения. Историческим правопреемником института стал образованный Московский областной педагогический техникум им. Профинтерна, а с 1931 года — Московский областной педагогический институт им. Н. К. Крупской, ставший в 2002 году Московским государственным областным университетом. Здание расположено по ул. Радио 10.

## Начальницы
- 1849—1850: Анна Михайловна Дараган (1806—1877), русский педагог и детская писательница.
- 1850—1854: Екатерина Петровна Липранди (ум. 1874), сестра И. П. Липранди, после 1854 года начальница Иркутского института.
- 1882—1889: княжна Наталья Сергеевна Горчакова (1826—1903), сестра Е. С. Горчаковой;  с 1880 года начальница института в Саратове.
- 1889—1895: Светлейшая княжна Елена Александровна Ливен (1842—1915)[3],  с 1895 года начальница Смольного института благородных девиц.

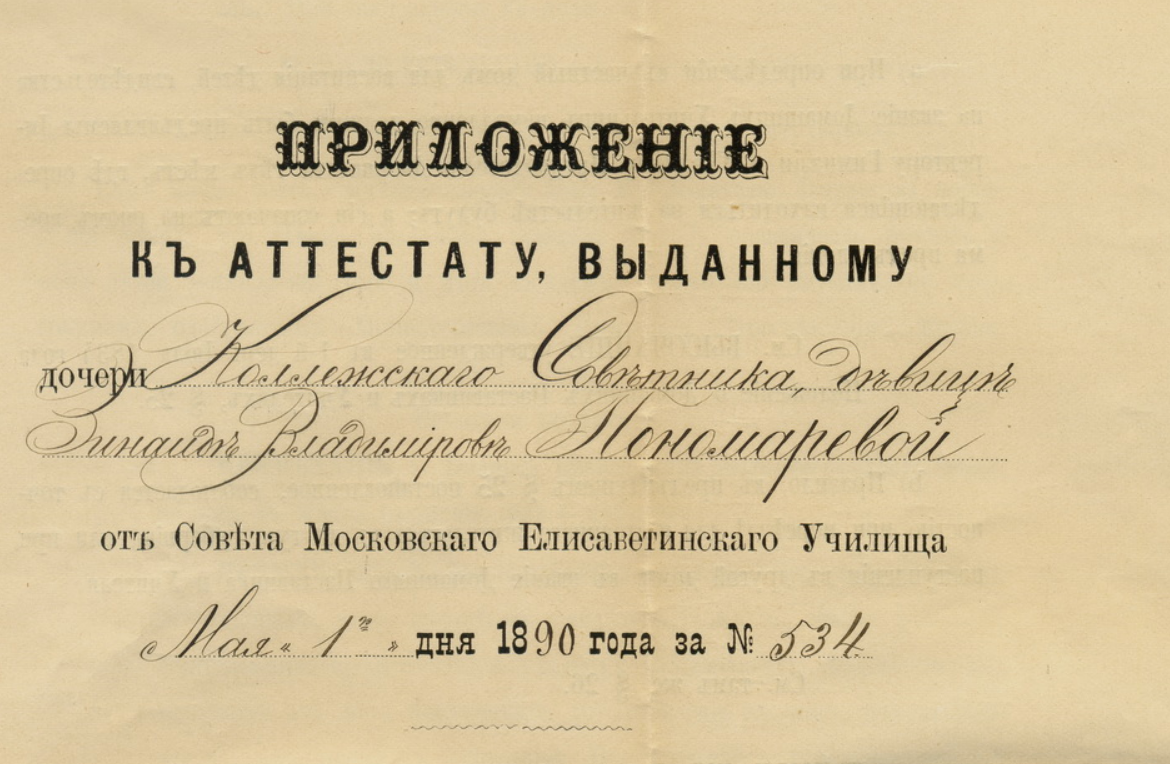

- 1895—1898: Ольга Александровна Давыдова (1856—1923), сестра предыдущей, вдова потомственного почётного гражданина В. П. Давыдова. Начальница школы Типо-литографии с 1899 года, владелица Общества распространения полезных книг. Жила в Москве, в собственном доме на Ордынке. Имела много домовладений в Москве.
- 1898—1902: княжна Мария Михайловна Черкасская (1846—1933), выпускница Московского Екатерининского института.
- 1902—1908: Ольга Анатольевна Талызина (1861—после 1926), внучка А. И. Талызина.
- 1908—1910: Анна Николаевна Унковская (1848—1927), вдова адмирала И. С. Унковского.
- 1910—1917: Анна Ивановна Хвостова (1866—1938), дочь предыдущей, вдова С. А. Хвостова.

## Расположение
Усадьба на Вознесенской улице (ныне ул. Радио, д. 10а, стр. 1) была пожертвована для Дома трудолюбия её владельцем Н. Н. Демидовым. Первоначально здесь в начале XVIII века была усадьба И. Ф. Ромодановского с липовым парком и прудами. Затем дом принадлежал М. Г. Головкину, а в середине XVIII века при Н. А. Демидове был построен дом в стиле барокко, а территория стала в два раза просторнее. При институте также находился домовый Троицкий храм.

## Галерея

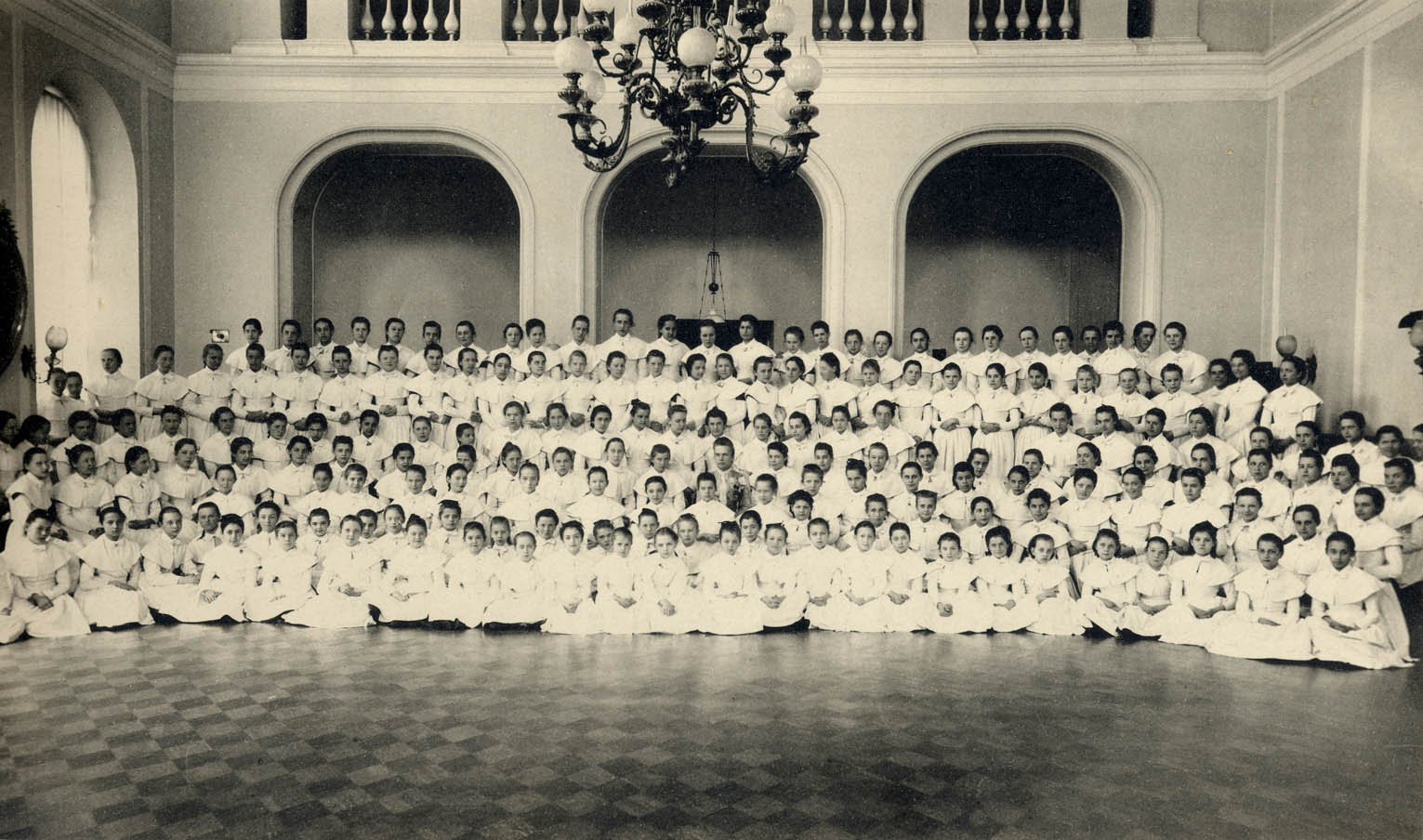
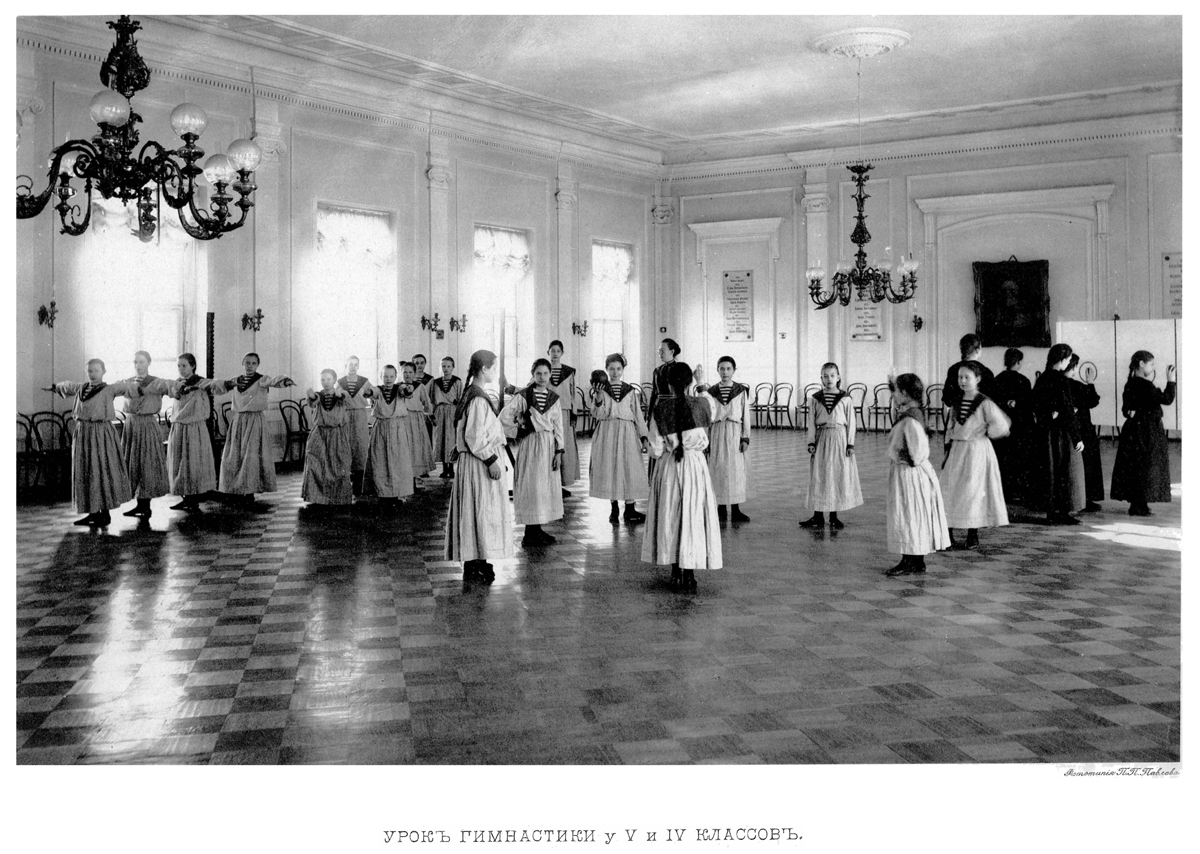
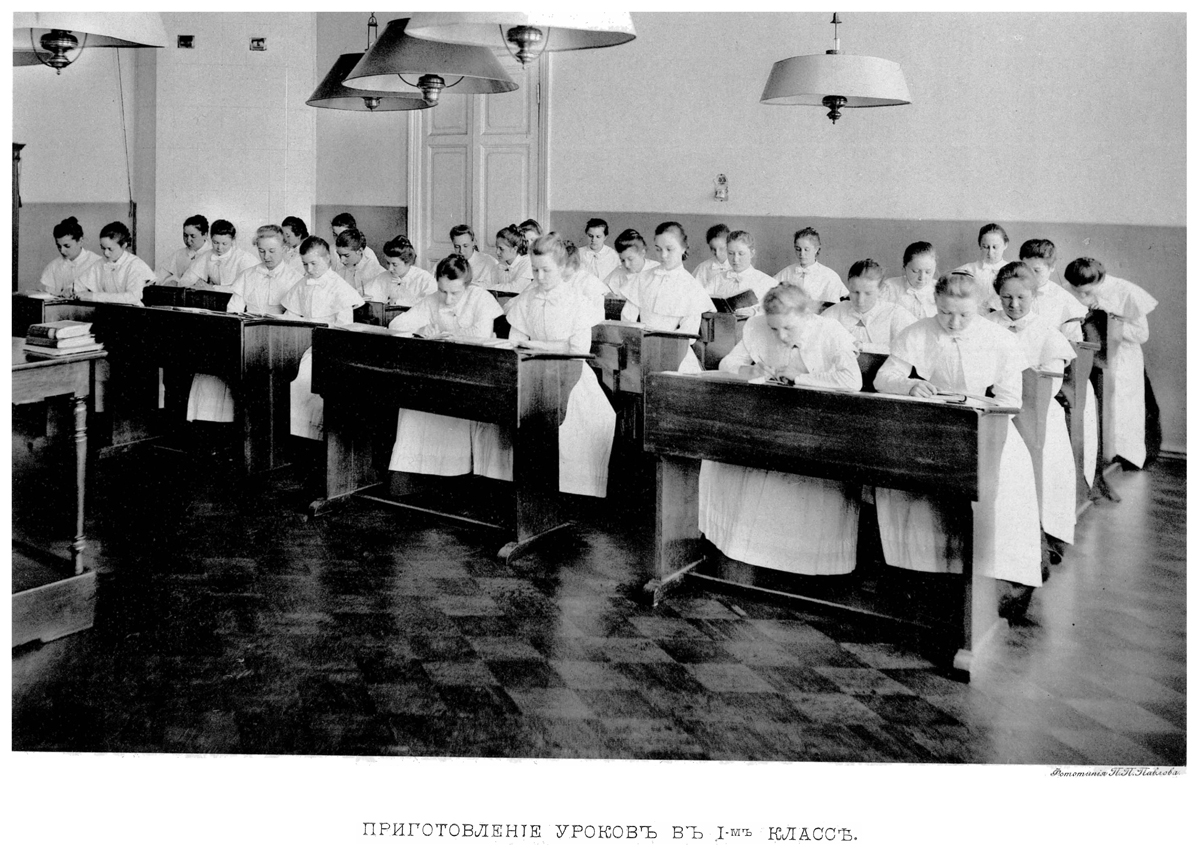
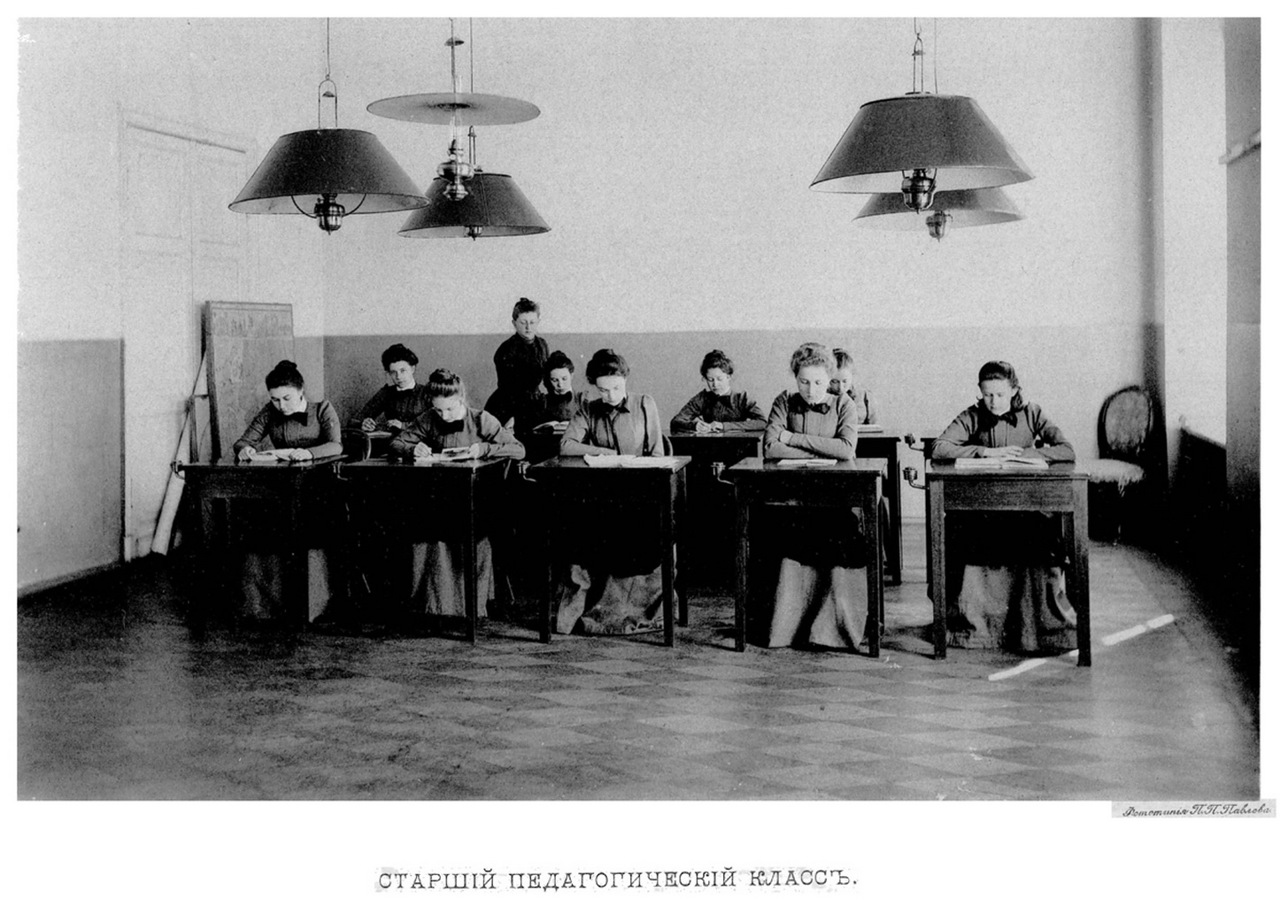
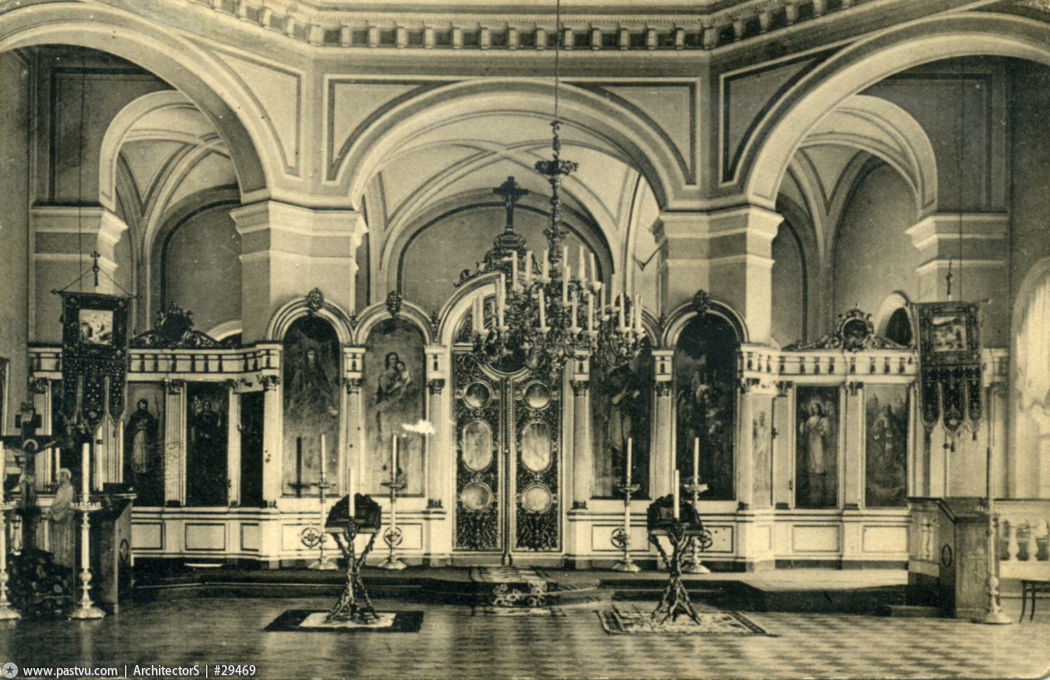